# Harkebuurt
Harkebuurt is een buurtschap in de gemeente Texel in de provincie Noord-Holland.
Harkebuurt ligt net ten westen van het dorp Oosterend. De buurtschap was in eerste instantie in meervoud, Harkeburen.
In rentmeester- en baljuwrekeningen uit de periode 1356-1369 wordt de buurtschap al genoemd. De naam herinnert aan een van de invloedrijkste buren, die in die tijd meestal Friese namen droegen, in dit geval Hark. Harkebuurt is ondanks de ligging nooit uitgegroeid tot een echte woonplaats. Maar kende wel diversheid aan inwoners. Onder meer boeren, handwerklieden, vissers en handelaren. De buurtschap kromp vanaf de 19e eeuw en 20e eeuw. Thans is er een erg kleine kern over die zich alleen nog rond de straat Harkebuurt uitstrekt.

## Geboren in Harkebuurt
- Nico Dros (1956), schrijver

Dorpen en gehuchten: 't Horntje · De Cocksdorp · De Koog · De Waal · Den Burg · Den Hoorn · Oosterend · Oudeschild

Buurtschappen: Bargen · Burger Nieuwland · De Kuil · De Naal ·  De Nes · De Westen · Dijkmanshuizen · Driehuizen · Harkebuurt · Het Noorden · Midden-Eierland · Molenbuurt · Nieuweschild · Noord Haffel · Noorderbuurt · Ongeren · Oost · Spang · Spijkdorp · Tienhoven · Westergeest · Westermient · Zevenhuizen · Zuid-Eierland · Zuid Haffel

Noord-Holland: Steden en dorpen in Noord-Holland      Nederland: Provincies · Gemeenten